# Ciclone dell'Orissa del 1999
Il ciclone dell'Orissa del 1999 è stato il ciclone tropicale più intenso dell'Oceano Indiano del Nord e uno dei più distruttivi della regione.

## Formazione e sviluppo
Il ciclone si formò il 25 ottobre 1999 in una depressione tropicale nel Mare delle Andamane, anche se le sue origini potrebbero essere ricondotte a una zona di convenzione nel Mare di Sulu quattro giorni prima. Esso si è gradualmente rafforzato quando ha preso un percorso ovest-nord-ovest, raggiungendo la forza della tempesta ciclonica il giorno successivo. Aiutata da condizioni altamente favorevoli, la tempesta si è intensificata rapidamente, raggiungendo l'intensità della tempesta super ciclonica il 28 ottobre, prima di raggiungere il picco il giorno successivo con venti di 260 km/h (160 mph) e una pressione record di 912 mBar (hPa; 26,93 InHg). La tempesta ha mantenuto questa intensità anche quando ha fatto sbarco a Orissa il 29 ottobre.

## Dissipazione
Il ciclone si indebolì costantemente a causa della persistente interazione terrestre e dell'aria secca, rimanendo quasi stazionario per due giorni prima di spostarsi lentamente verso il largo indebolendosi; la tempesta si è dissipata il 4 novembre sul Golfo del Bengala.

## Effetti
Sebbene i suoi effetti primari siano stati avvertiti in un'area localizzata dell'India, i margini esterni del super ciclone hanno avuto un impatto anche su Birmania e Bangladesh. Dieci persone sono state uccise nella prima, mentre due sono state uccise nella seconda dalle bande pluviali della tempesta. La tempesta è stata la più grave che ha colpito Orissa nel XX secolo, rastrellando lo stato e le aree adiacenti con forte impeto, forti venti e piogge torrenziali. Gli impatti della tempesta hanno esacerbato i danni causati da un ciclone molto grave che ha colpito la stessa regione meno di due settimane prima. L'impennata di 5–6 m (16-20 piedi) ha portato l'acqua fino a 35 km (20 miglia) nell'entroterra, portando con sé detriti costieri e inondando città e villaggi.

## Conseguenze
L'ondata combinata con forti piogge ha prodotto inondazioni diffuse, danneggiando circa 1,6 milioni di case e provocando la rottura di più di 20.000 argini di fiumi. Gli effetti della tempesta distrussero numerose colture, tra cui canne da zucchero, riso e altri raccolti invernali. Sebbene le stime del bilancio delle vittime siano variate in modo significativo - a volte suggerendo 30.000 vittime - il governo indiano ha elencato 9.887 morti nel paese, di cui la maggior parte è stata causata dall'ondata di tempesta; oltre 8.000 dei decessi sono avvenuti a Jagatsinghpur. Il costo totale del danno causato dalla distruzione provocata dal super ciclone è stato di 4,44 miliardi di dollari.